# RAF-2203
Il RAF-2203 "Latvija" (soprannome Rafik) era un furgone mansardato progettato e sviluppato da Rīgas Autobusu Fabrika dal 1976 al 1997. Erano ampiamente utilizzati in tutta l'URSS come taxi a corsa fissa (marshrutka), auto mediche, utilizzati per il commercio e come mezzo di trasporto veicoli per servizi speciali. Era il successore del RAF-977.
Questo furgone utilizzava il motore da 2.445 cc (149,2 cu in) del GAZ-24, tra i sedili anteriori, rendendo la sua costruzione simile ad altri furgoni concorrenti come il Dodge A100 e il Volkswagen LT, con sospensioni anteriori indipendenti anch'esse del GAZ-24 (ma utilizzando le molle del GAZ-13). Ha preso in prestito i fari e le parti del sistema frenante dal Moskvič 412, le maniglie delle porte esterne dal Moskvič 408 e le ruote da 15 pollici (38 cm) del GAZ-21 Volga. La porta posteriore unica era incernierata in alto, invece della più consueta apertura laterale. C'erano due modelli principali: uno, il 2203, dieci posti più conducente e passeggero, alimentato da un motore da 95 CV (71 kW; 96 CV) 2.445 cc (149,2 cu in) con compressione 8,2: 1; l'altro, il 22032, un "taxi di linea" da dodici posti, aveva sedili longitudinali e una compressione inferiore di 6,7: 1 (per utilizzare benzina a 76 ottani più facilmente disponibile) e produceva solo 85 CV (63 kW; 86 CV). (Il 2203-02 funzionerebbe con propano liquefatto). Un'ambulanza, la 22031, fu presto aggiunta alla gamma e costituì un terzo di tutte le 2203 costruite; c'era anche un 22035 per le cliniche dei donatori di sangue. A questi si è aggiunto il 22034, per i vigili del fuoco.
Oltre ai rari 22033 e 22036 per le milizie statali, c'erano prototipi di veicoli elettrici.
Sebbene la 2203 avesse un bell'aspetto, era soggetta alla ruggine, soprattutto nei longheroni del telaio, ed era sgradevole da guidare in caso di maltempo. Anche il controllo di qualità dell'assemblaggio era scadente. Perdite di olio e guasti ai cuscinetti degli assi erano frequenti. Ha inoltre sofferto di surriscaldamento, gravi problemi di vibrazione, guasti alle parti della sospensione anteriore che hanno comportato una scarsa manovrabilità e un elevato consumo di carburante. Inoltre, l'accesso alla cabina era difficoltoso, nonostante la posizione avanzata dei comandi.
Con il fallimento della RAF, non ci fu mai alcun successore diretto del RAF-2203, tuttavia, il metodo di utilizzare parti di autovetture GAZ per costruire un furgone e un minibus, sarebbe stato successivamente utilizzato nel GAZelle.
Poiché utilizzava alcune parti del GAZ-31029, sebbene fosse basato sul telaio di un camion, il RAF-2203 e il GAZelle hanno in realtà alcuni, forse non intenzionali, punti in comune meccanici.

## Versioni
- RAF-2203 Latvija – Prodotto nel 1976 trazione 4x2 furgone.
- RAF-2203 Latvija – Versione furgonata da trasporto 4x2 4 porte.
- RAF-2203 Latvija – Ambulanza cardiologica 4x2 4 porte.
- RAF-2203 Latvija – Veicolo antincendio 4x2 4 porte.
- RAF-2203 Latvija GAI – Veicolo polizia 4x2 4porte.
- RAF-2203 Latvija – Veicolo per trasporto Posta 4x2 4 porte.
- RAF-2203 Latvija - 4x2 4 porte versione taxi.
- RAF-2203 Latvija VAI – Versione polizia militare 4x2 4 porte.
- RAF-22031 Latvija – Ambulanza 4x2 4 porte.

## Galleria d'immagini

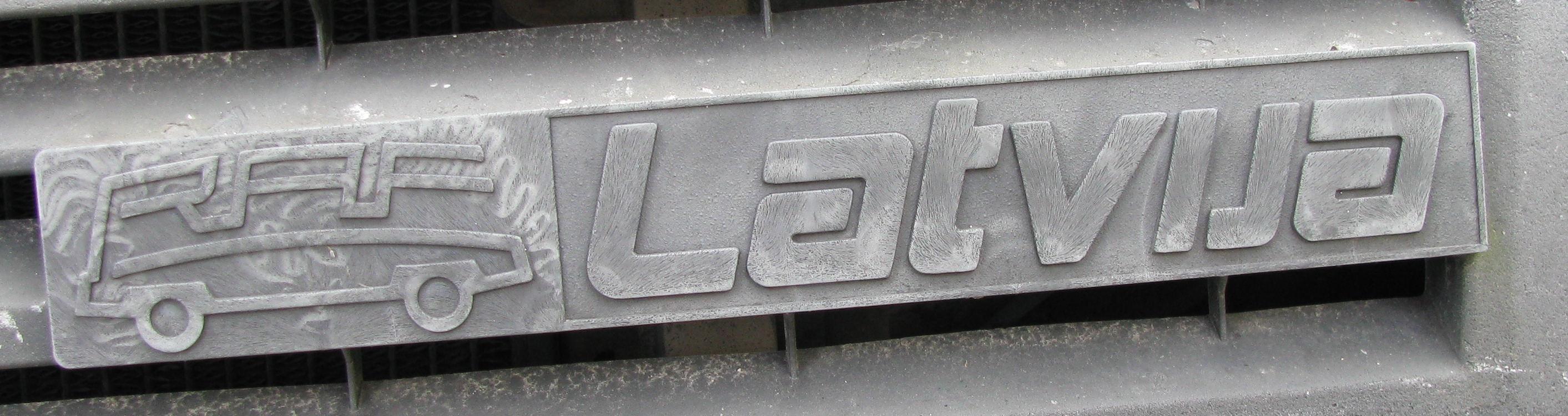
Logo RAF
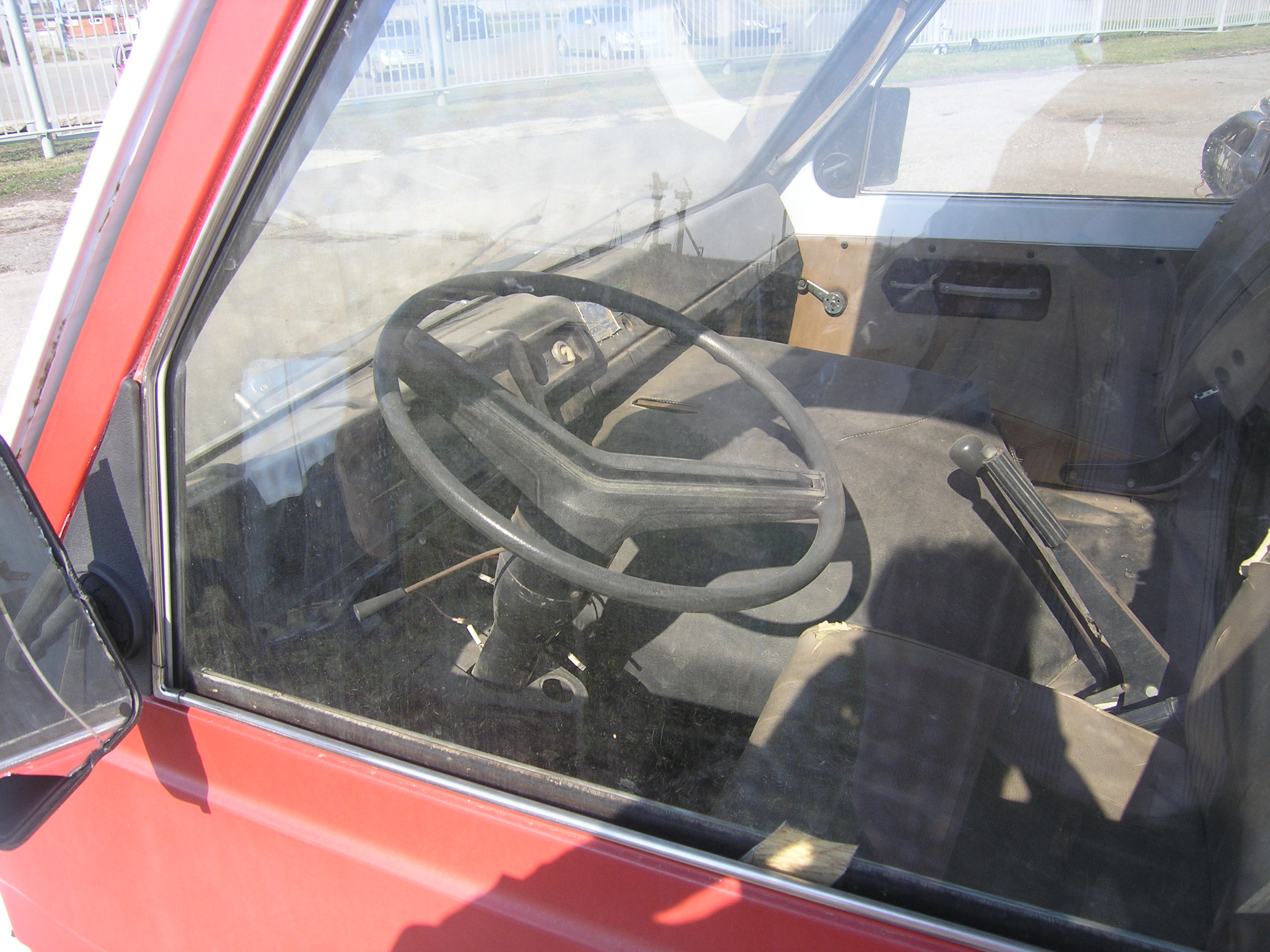
Abitacolo
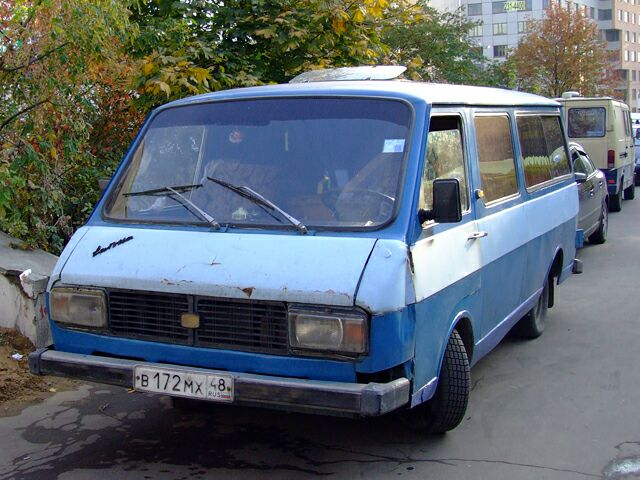
Vista anteriore
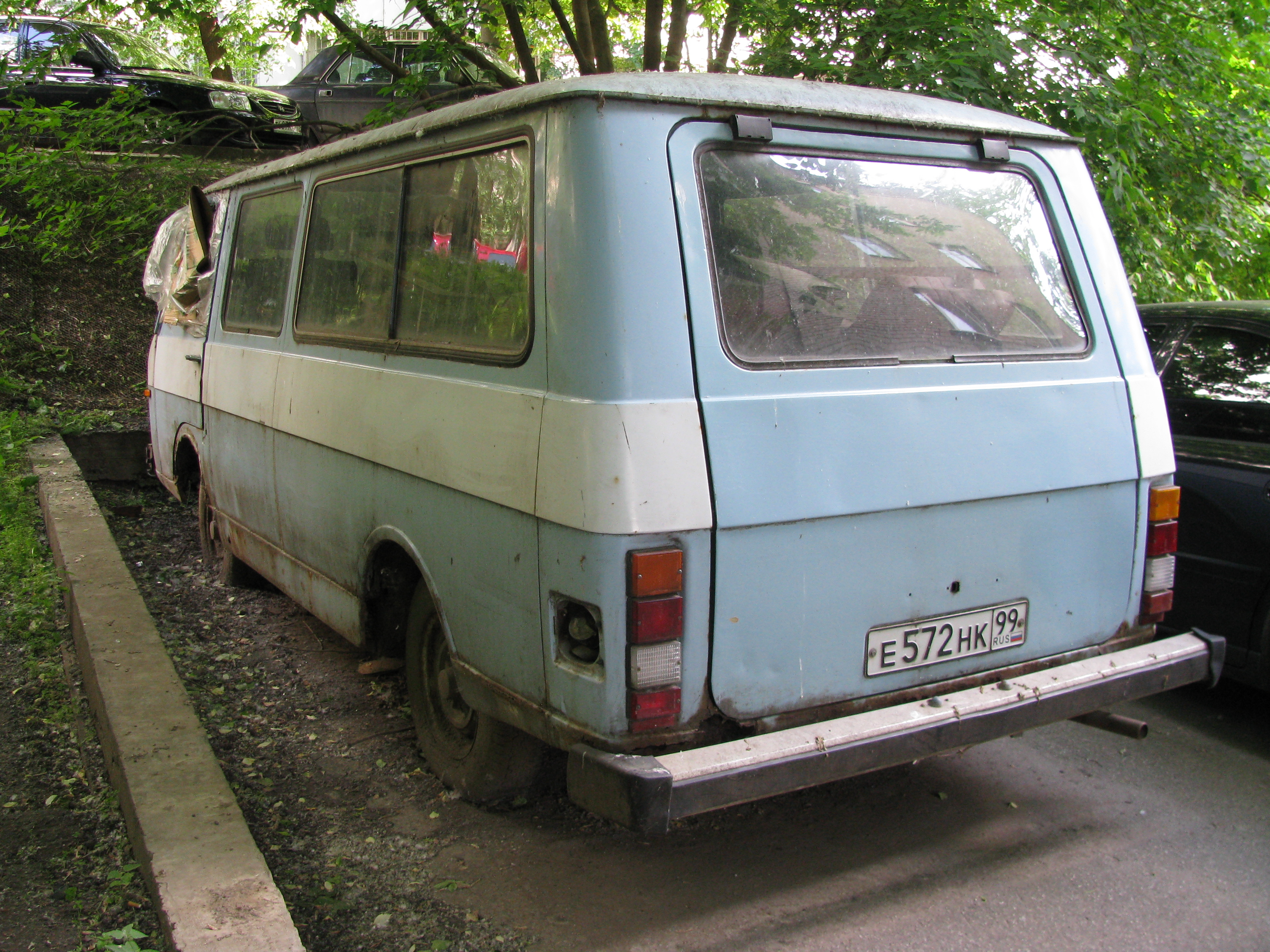
Vista posteriore
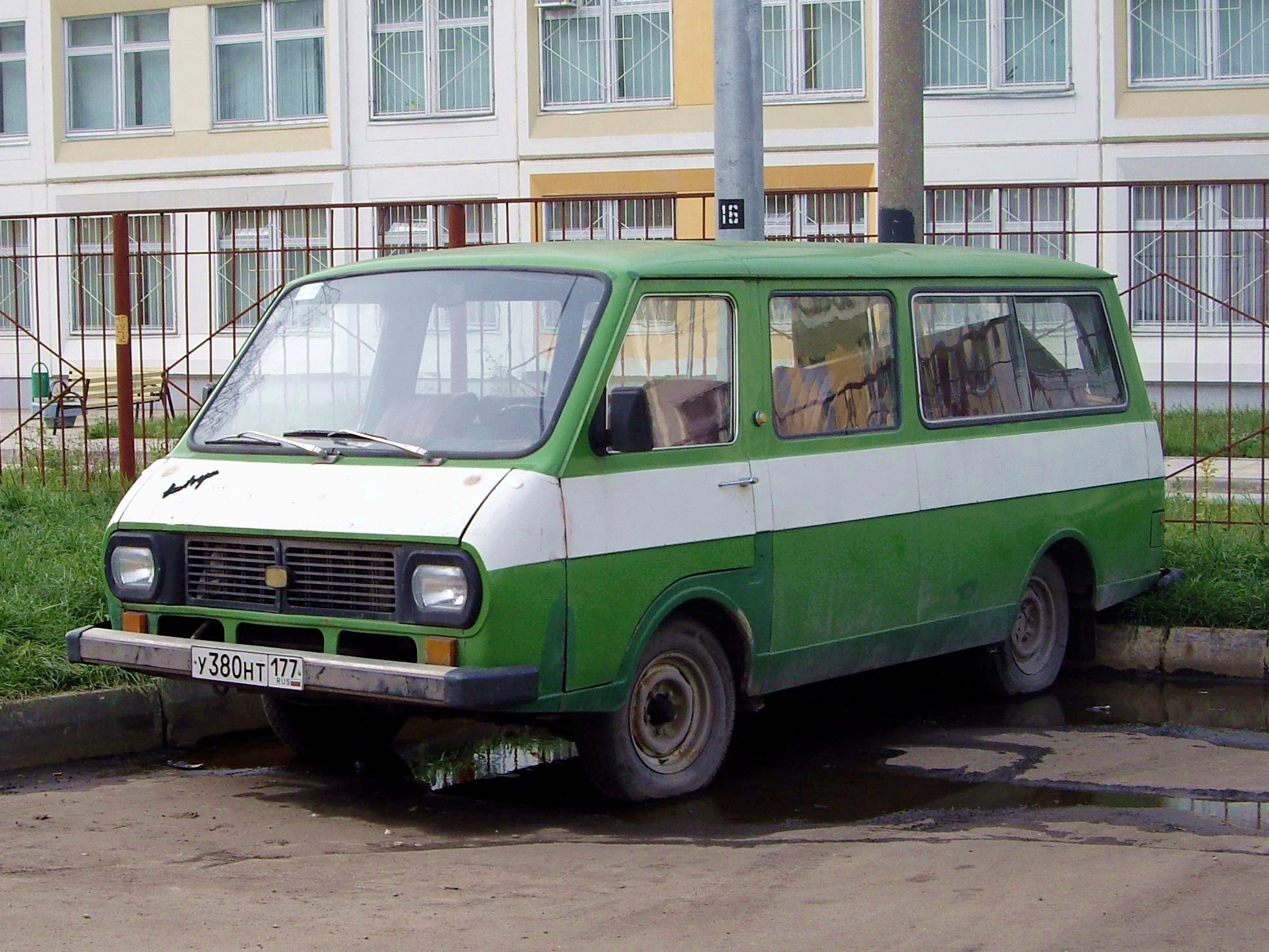
Versione minibus
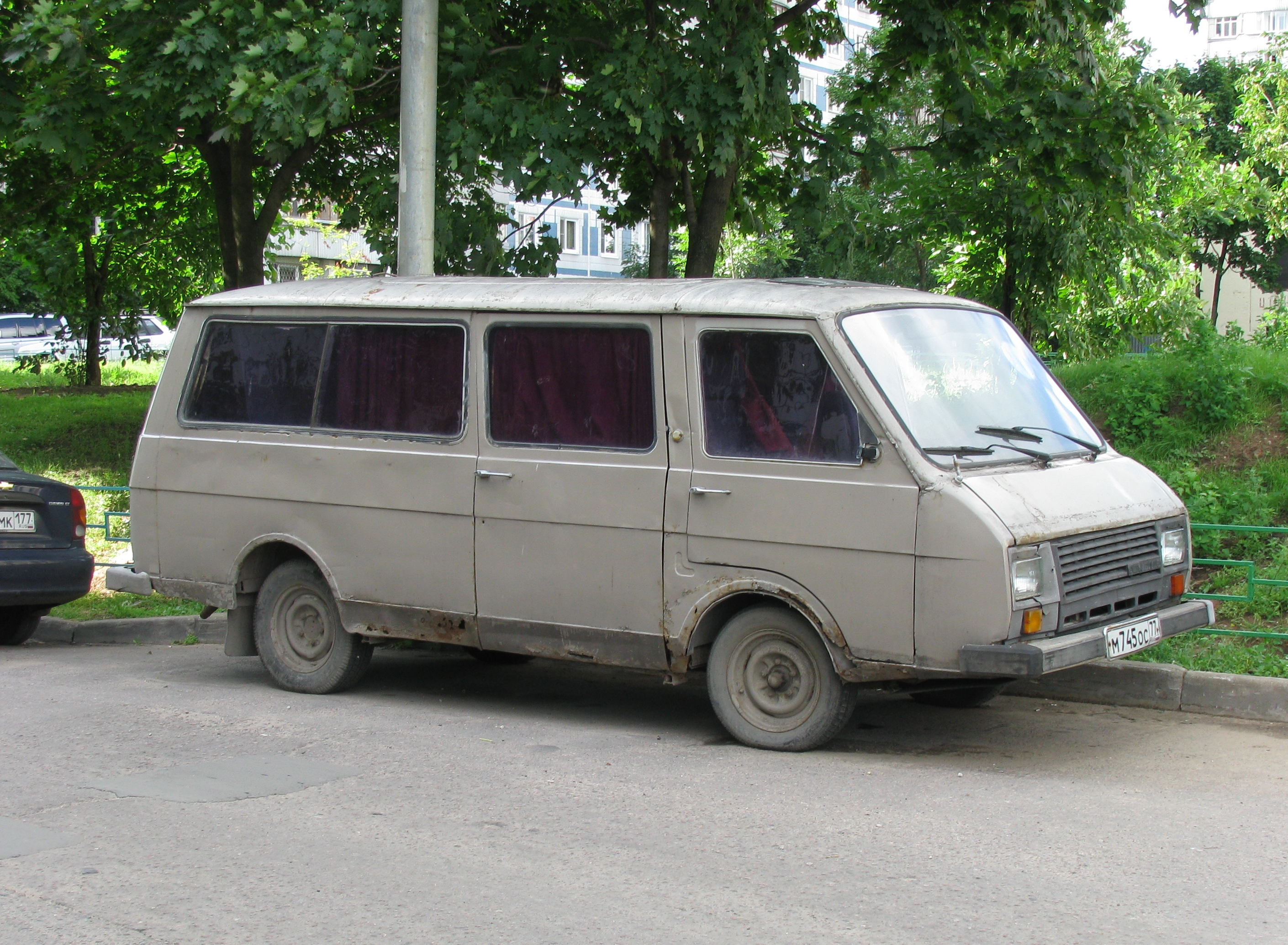
Versione minibus
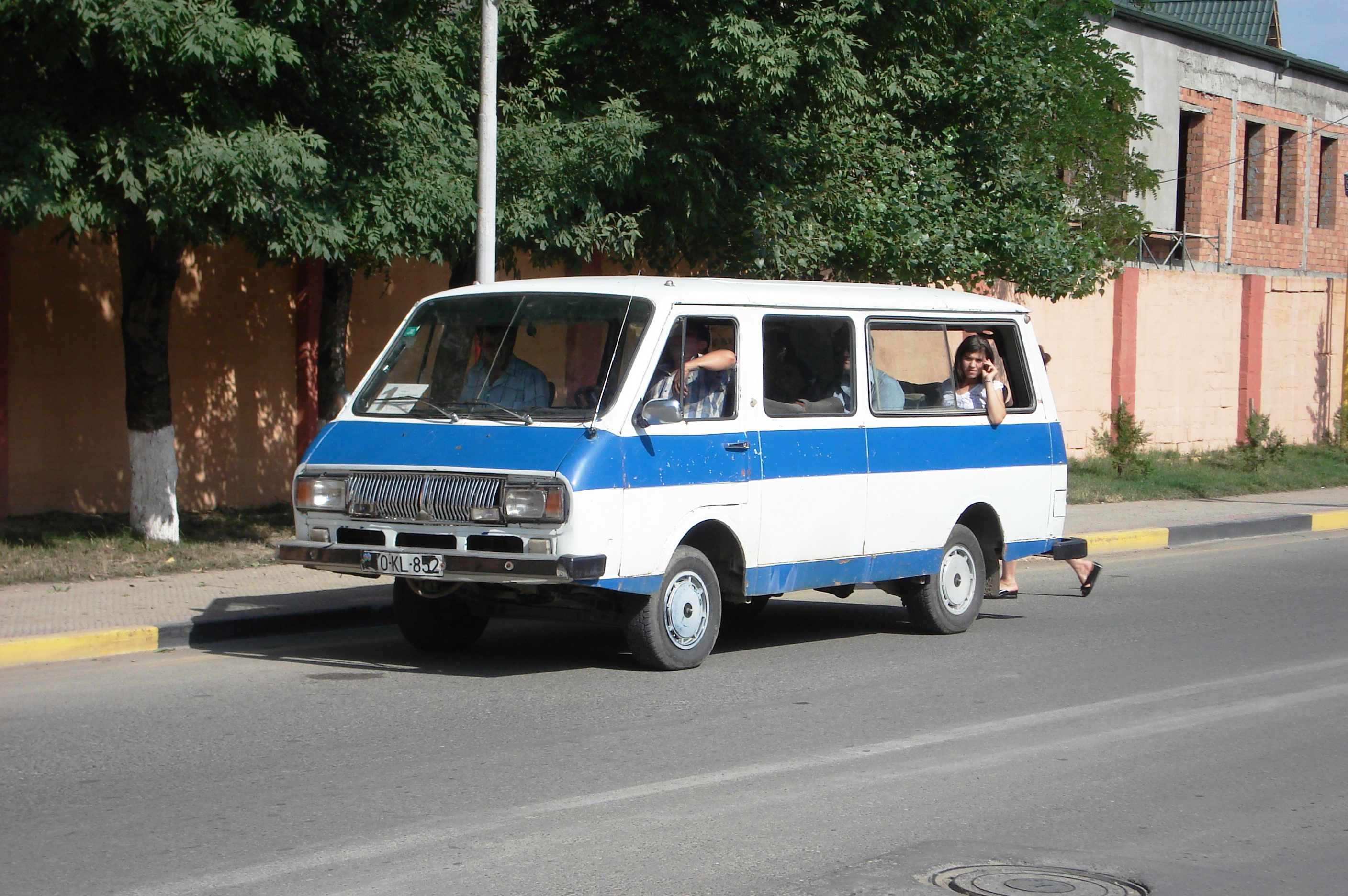
Versione minibus
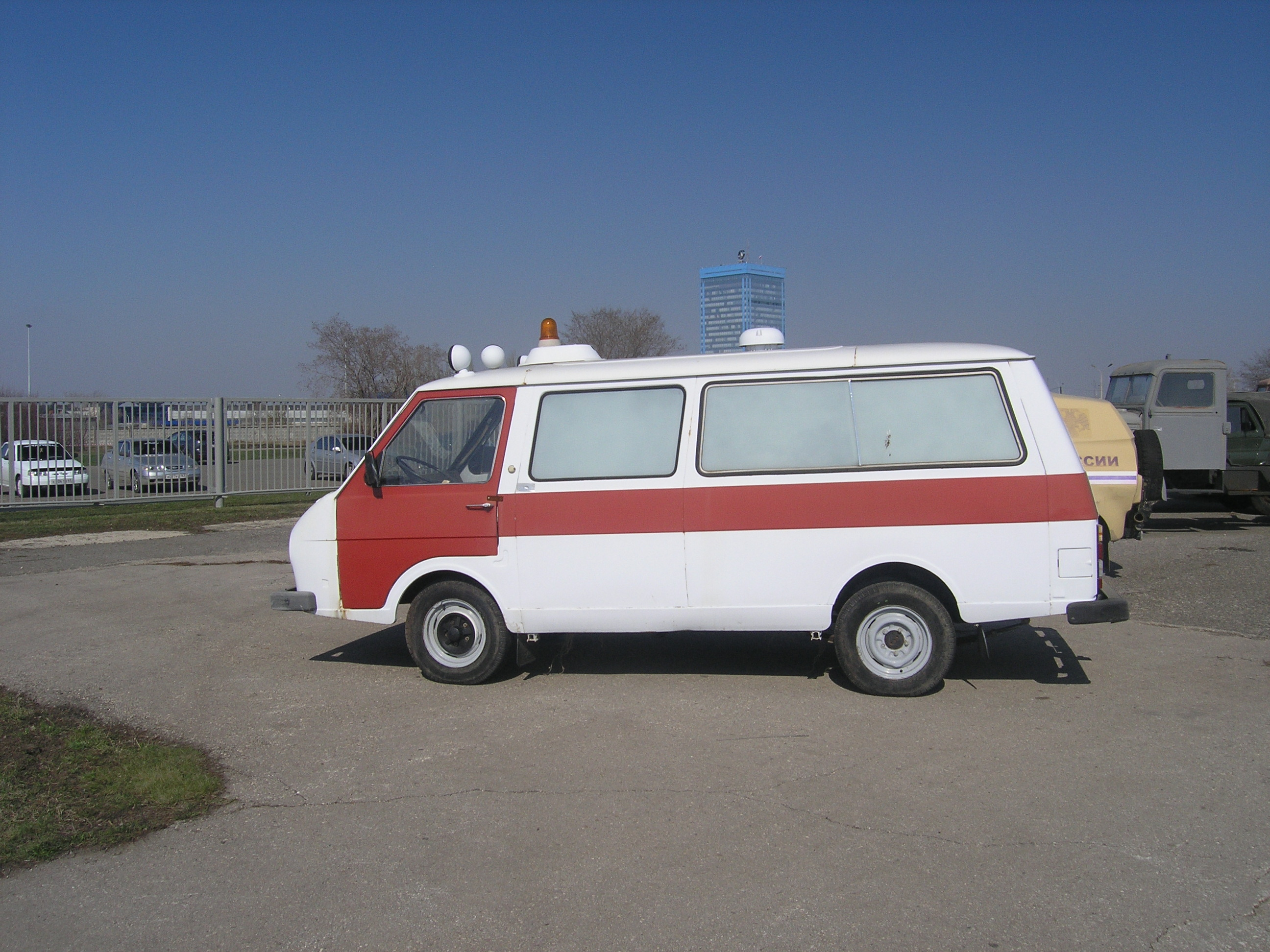
Versione ambulanza
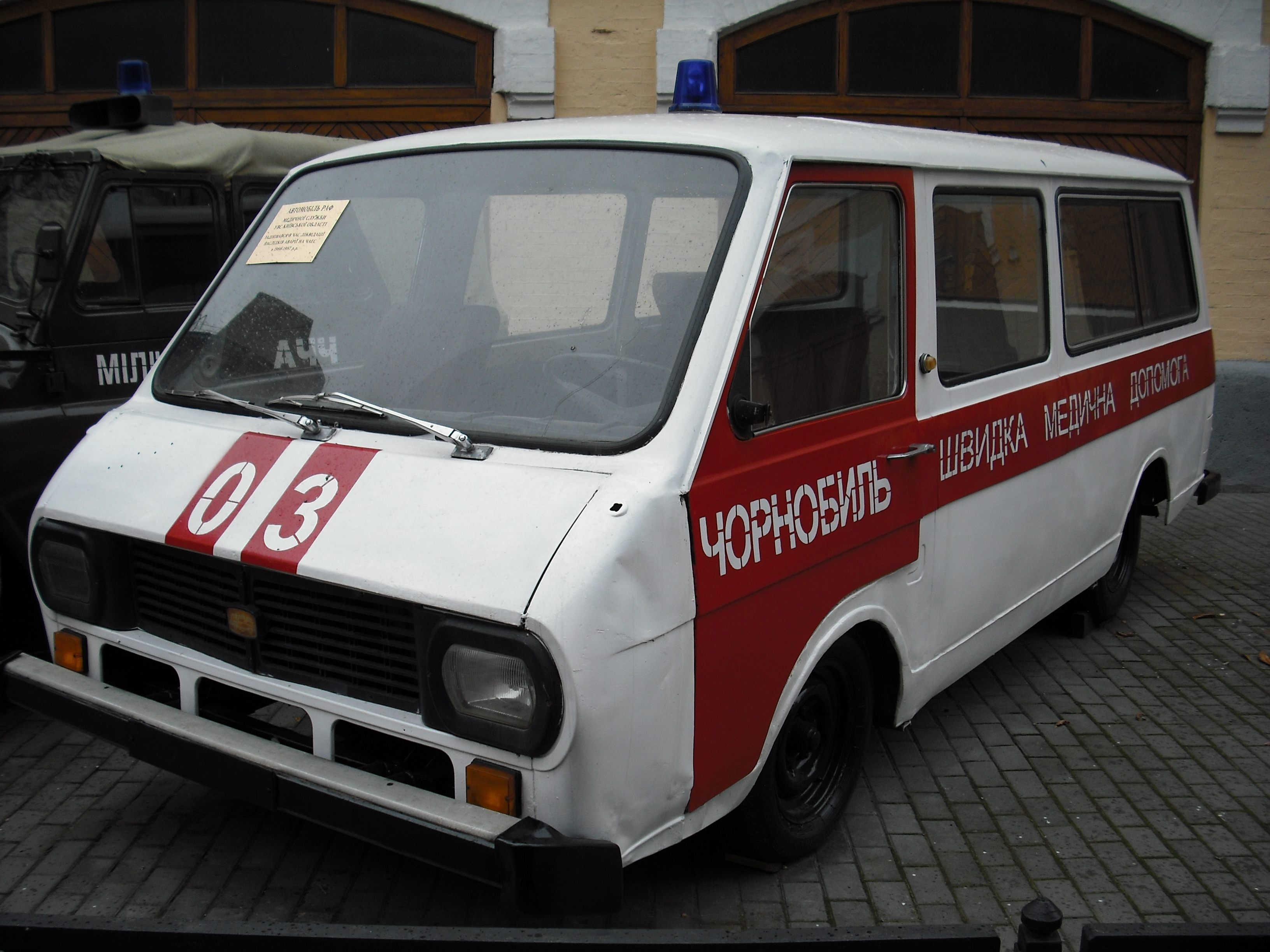
Versione ambulanza
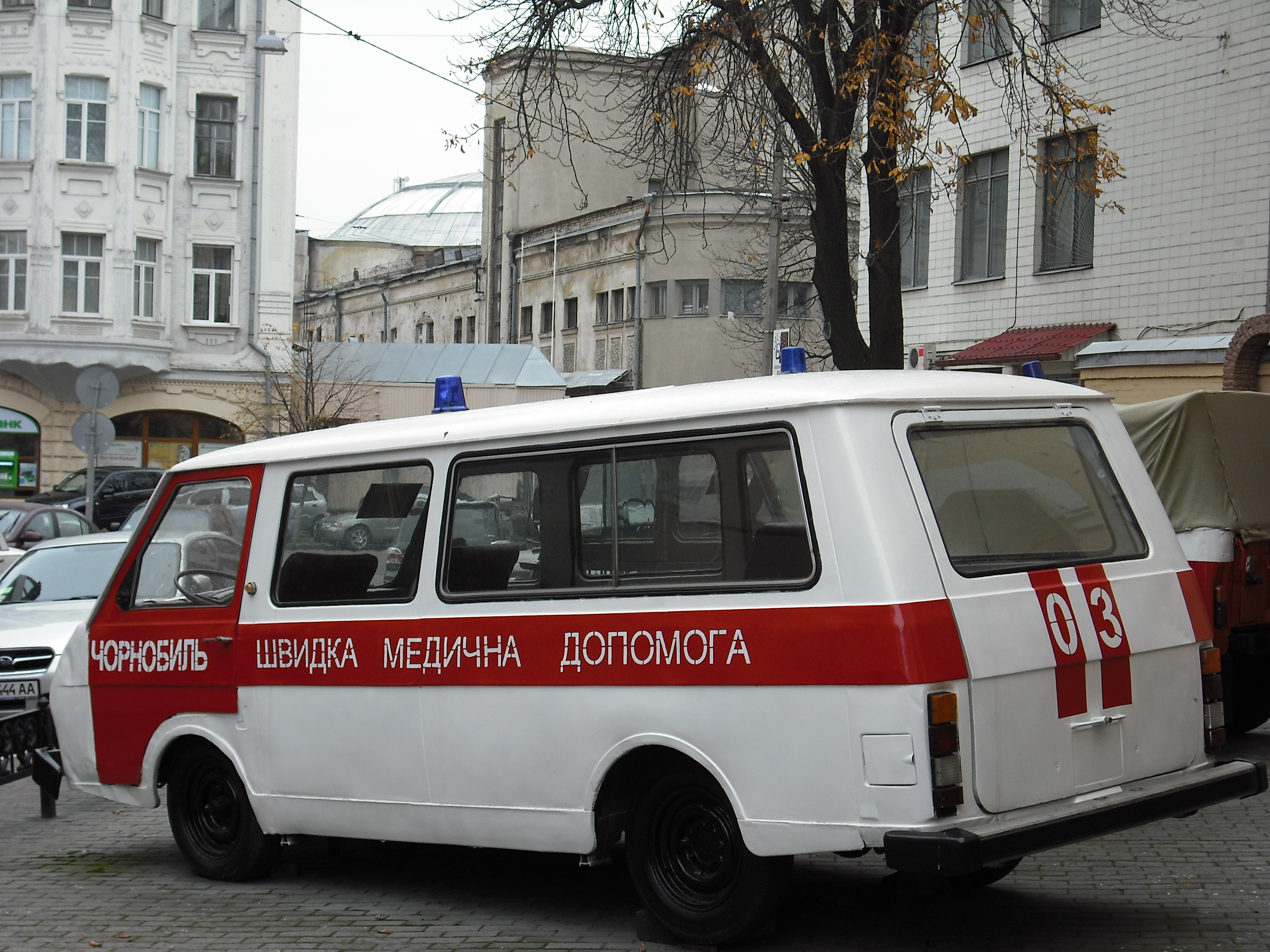
Versione ambulanza